# Eudorylas vineti
Eudorylas vineti är en tvåvingeart som beskrevs av Dempewolf 1996. Eudorylas vineti ingår i släktet Eudorylas och familjen ögonflugor.
Artens utbredningsområde är Tyskland. Inga underarter finns listade i Catalogue of Life.